# Gymnetis bomplandi
Gymnetis bomplandi är en skalbaggsart som beskrevs av Hermann Rudolph Schaum 1844. Gymnetis bomplandi ingår i släktet Gymnetis och familjen Cetoniidae. Inga underarter finns listade i Catalogue of Life.